# قصر سعد أباد
قصر سعد أباد (بالفارسية: کاخ سعدآباد) هو قصر مساحته 300 هكتار بناه البهلويون في منطقة شمیران بطهران. أول من قطن القصر هم عائلة القاجار التي حكمت إيران في القرن التاسع عشر ميلادي. سكنه أيضا رضا بهلوي وبعده ابنه محمد رضا. وتحول بعد الثورة الإسلامية إلى متحف. عقد فيه ميثاق سعد آباد عام 1937 بين إيران والعراق وتركيا وأفغانستان.

## تاريخ
بُني القصر وسكنه في البداية سلالة الملوك القاجاريين في القرن التاسع عشر. بعد عدة توسعات ، أقام رضا شاه من سلالة بهلوي هناك في عشرينيات القرن الماضي. ثم انتقل ابنه شاه محمد رضا بهلوي إلى هناك في السبعينيات. بعد ثورة 1979  أصبح القصر متحفًا عامًا.